# Giulia Zanotelli
Giulia Zanotelli (Cles, 18 agosto 1987) è una politica italiana.

## Biografia
Nata a Cles, ma originaria di Livo nella Val di Non, vive a Tuenno (Trento), ha conseguito la laurea triennale in Scienze politiche all'Istituto Cesare Alfieri dell'Università degli Studi di Firenze.
Esponente della Lega Nord, nel 2015 si è candidata a sindaco del comune di Cles per la Lega Nord, entrando quindi a far parte del consiglio comunale.

### Elezione a deputato
Alle elezioni politiche del 2018 è stata eletta deputata nel collegio uninominale di Trento, per la coalizione di centro-destra. Ha fatto parte della commissione agricoltura.
Nello stesso anno, alle elezioni provinciali di Trento, è stata eletta consigliere provinciale ottenendo 2.212 preferenze personali.
Il 17 novembre 2018 è stata scelta dal nuovo presidente della provincia Maurizio Fugatti, anche lui della Lega, come assessore provinciale all'agricoltura, foreste, caccia e pesca.
Il 9 gennaio 2019 si è dimessa per incompatibilità dalla carica di deputato. Alle elezioni suppletive per il 26 maggio, contestualmente alle europee è stata al suo posto eletta Martina Loss, anche lei della Lega.
Alle provinciali del 2023 è rieletta con 2.745 preferenze e confermata assessore con delega all'agricoltura, enti locali, ambiente e difesa idrogeologica.